# Mihails Zemļinskis
Mihails Zemļinskis est un footballeur letton né le 21 décembre 1969 à Riga.

## Biographie

### En club
Zemļinskis n'a pratiquement connu qu'un seul club, celui du Skonto Riga. Il a joué aussi en Hongrie et en Israël, mais seulement pour quelques mois.

### En sélection
Zemļinskis évolue avec l'équipe de Lettonie depuis l'indépendance de son pays en 1991/92 (comme le capitaine de l'équipe, Vitālijs Astafjevs) et compte aujourd'hui 105 sélections et 12 buts. Mihails Zemļinskis est un défenseur très expérimenté et sûr dans ses interventions. Il faisait partie de l'équipe lettonne à l'Euro 2004 et portait le maillot numéro 4.

### Après le football
Après sa carrière dans le football, Zemļinskis a maintenant une carrière politique. Il est en même temps membre de la Saeima pour le Parti social-démocrate « Harmonie », et membre de la Coalition pour la Vie et la Famille, parti européen d'extrême droite.

## Clubs
- 1988 : Zvezda Ventspils
- 1991-1992 : BVSC Budapest
- 1992-1997 : Skonto Riga
- 1997-1998 : Hapoël Kfar Sabah
- 1998-2005 : Skonto Riga

## Palmarès
- Champion de Lettonie en 1992, 1993, 1994, 1995, 1996, 1997, 1998, 1999, 2000, 2001, 2002, 2003 et 2004 avec le Skonto Riga
- Vainqueur de la Coupe de Lettonie en 1992, 1995, 1997, 1998, 2000, 2001 et 2002 avec le Skonto Riga